# Pristimantis aureoventris
Espèce
Statut de conservation UICN

 EN B1ab(iii)+2ab(iii) : En danger
Pristimantis aureoventris est une espèce d'amphibiens de la famille des Craugastoridae.

## Répartition
Cette espèce se rencontre au Guyana et au Roraima au Brésil entre 2 210 et 2 305 m d'altitude sur le tepuy Wei-Assipu et le mont Roraima.

## Publication originale
- Kok, Means & Bossuyt, 2011 : A new highland species of Pristimantis Jiménez de la Espada, 1871 (Anura: Strabomantidae) from the Pantepui region, Northern South America. Zootaxa, no 2934, p. 1-19.